# Nizami Bandhu
Nizami Bandhu (Hindi: निजामी बंधु, Urdu: نظامی برادران) es un grupo musical Sufi Qawwali de la India, formada por los hermanos Nizami, además vinculados con Hazrat Nizamuddin Auliya y Hazrat Amir Khusro. El grupo familiar Nizami Bandhu, organiza programas culturales tanto en la  India como en el extranjero. Se presentaron con Ranbir Kapoor, en la película "Rockstar", que fue dirigida por Imtiaz Ali. Nizami Bandhu pertenece a una familia tradicional dedicada a la música hace 700 años , que fue llevado a cabo por Ustaad Chand Nizami, Shadab Faridi Nizami y Sohrab Faridi Nizami. También son conocidos como los Hermanos Nizami.

## Legado
Nizami Bandhu pertenece a una familia privilegiada, dedicada a la música tradicional, por haber sido los descendientes de cantantes de la corte de Sufi-saint Hazrat Nizamuddin Auliya, durante varios siglos. 
Se destacan por su participación a nivel mundial, tal es así que en 2011, se dieron a conocer con un tema musical titulado "kun Kun Faya", que fue interpretado para una película titulada "Rockstar" (2011), filmada en Nizamuddin Dargah cuyo actor principal es Ranbir Kapoor.

## Discografía
| Año  | Canción            | Película             | Idioma | Director    |
| ---- | ------------------ | -------------------- | ------ | ----------- |
| 2005 | Kahoon Kaise Sakhi | Yahaan               | Hindi  | Rashid Khan |
| 2005 | Ajmer Wale Khwaja  | Yahaan               | Hindi  | Rashid Khan |
| 2011 | Kun Faya Kun       | Rockstar (2011 film) | Hindi  | Imtiaz Ali  |